# نهائي دوري أبطال أوروبا 2025
نهائي دوري أبطال أوروبا 2025 (بالإنجليزية: 2025 UEFA Champions League final) هي المباراة النهائية لدوري أبطال أوروبا 2024–25، وهو الموسم التاسع والستين من بطولة كأس أوروبا/دوري أبطال أوروبا التي ينظمها الاتحاد الأوروبي لكرة القدم، والموسم الثالث والثلاثين منذ أن أُعيد تسميته من كأس أوروبا إلى دوري أبطال أوروبا. لعب النهائي على أرضية ملعب أليانز أرينا الواقع في ميونخ، ألمانيا، يوم السبت 31 مايو 2025، بين ناديي باريس سان جيرمان الفرنسي وإنتر ميلان الإيطالي. يعتبر هذا النهائي الأول الذي تغيب عنه أندية إنجلترا، وإسبانيا، وألمانيا منذ نهائي نسخة 2004، حين فاز بورتو البرتغالي أمام موناكو الفرنسي.
يتأهل الفائز بدوري أبطال أوروبا 2024–25 تلقائيًا لمرحلة الدوري من دوري أبطال أوروبا 2025–26، وسيحصل أيضًا على حق اللعب ضد الفائز بالدوري الأوروبي 2024–25، توتنهام هوتسبير، في بطولة كأس السوبر الأوروبي 2025.

## خلفية
سيكون هذا النهائي الثاني لباريس سان جيرمان في دوري أبطال أوروبا، بعد نهائي 2020 الذي خسروه ضد مالك ملعب نهائي هذه النسخة، بايرن ميونخ الألماني. كما أنه النهائي الأوروبي الرابع للنادي الباريسي، بعد أن خاض نهائيين متتاليين في مسابقة كأس الكؤوس الأوروبية، حيث كان قد فاز 1–0 في نهائي 1996 أمام رابيد فيينا النمساوي، وخسر نهائي 1997 0–1 لصالح برشلونة الإسباني. سبق للنادي كذلك لعب مباراة السوبر الأوروبي عام 1996، والتي سقط فيها بنتيجة 9–2 في مجموع المبارتين ضد يوفنتوس الإيطالي. يطمح الأزرق والأحمر ليصبح ثاني نادٍ فرنسي يتوج بالمسابقة بعد غريمه التقليدي أولمبيك مارسيليا، الذي حقق نسخة عام 1993.
بلغ إنتر ميلان النهائي الثاني عشر في المسابقات الأوروبية كاملة والسابع له في كأس أوروبا/دوري أبطال أوروبا، إذ حقق اللقب في ثلاث مناسبات على حساب ريال مدريد الإسباني 3–1 في نهائي 1964، وبنفيكا البرتغالي 1–0 في نهائي 1965، وأخيرًا بايرن ميونخ الألماني عام 2010 ليكمل الثلاثية، بينما هُزم ثلاث مرات أمام سلتيك الإسكتلندي في 1967، وأياكس أمستردام الهولندي في 1973، ثم في عام 2023 أمام مانشستر سيتي الإنجليزي.

### النهائيات السابقة
في الجدول التالي، كانت النهائيات حتى عام 1992 في حقبة كأس أوروبا، منذ عام 1993 كانت في حقبة دوري أبطال أوروبا.
| الفريق           | ظهور الفريق في نهائيات دوري أبطال أوروبا السابقة (الخط الغليظ يشير لسنة التتويج) |
| ---------------- | -------------------------------------------------------------------------------- |
| باريس سان جيرمان | 1 (2020)                                                                         |
| إنتر ميلان       | 6 (1964، 1965، 1967، 1972، 2010، 2023)                                           |

## الطريق إلى النهائي

### باريس سان جيرمان
تأهل باريس سان جيرمان إلى مرحلة الدوري من دوري أبطال أوروبا بعد تتويجه بالدوري الفرنسي 2023–24. وضعت قرعة مرحلة الدوري الفريق الباريسي في مواجهة جيرونا، وأرسنال، وبي إس في آيندهوفن، وأتلتيكو مدريد، وبايرن ميونخ، وريد بل زالتسبورغ، ومانشستر سيتي، وشتوتغارت.
في المباراة الأولى التي كانت على أرضهم، فاز الباريسيون على جيرونا، الوافد الجديد للبطولة، بصعوبة بهدف ذاتي في الدقيقة الأخيرة 1–0. في الجولات الأربعة التالية، حصلوا على نقطة واحدة فقط من أصل 12 ممكنة، بعد الخسارة أمام أرسنال 0–2 في لندن، والتعادل في أرضهم أمام بي إس في آيندهوفن 1–1، ثم الهزيمة أمام أتلتيكو مدريد في ملعبه 1–2 وبايرن ميونخ 0–1 في ميونخ. عاد الفريق إلى سكة الإنتصارات بالفوز 3–0 على ريد بل زالتسبورغ في زالتسبورغ، تلاه فوز ثمين داخل الأرض على مانشستر سيتي 4–2، بعد أن كان الفريق متأخرًا 0–2، ثم الانتصار الأهم على شتوتغارت 4–1 في ألمانيا، والذي ضمن به الفريق المركز الخامس عشر المؤهل لملحق دور الستة عشر.
وضعت القرعة باريس سان جيرمان في مواجهة فرنسية خالصة مع ستاد بريست، والتي تفوق فيها فريق العاصمة بوضوح، حيث فاز في لقاء الذهاب بثلاثية نظيفة في ملعب رودورو، ثم 7–0 في لقاء الإياب (المجموع 10–0). في دور الستة عشر، التقوا بليفربول، سقطوا في مباراة الذهاب على أرضية ملعب بارك دي برينس بهدف نظيف جاء في الدقيقة 87 من هارفي إليوت، في مباراة شهدت سيطرة من الفريق المحلي وتألقًا من حارس الضيوف أليسون بيكر. بعد أسبوع، في ملعب أنفيلد، ترجم الباريسيون تفوقهم بهدف من عثمان ديمبيلي في الدقيقة 12، استمر هذا التفوق حتى نهاية الوقت الأصلي والإضافي بالتعادل في مجموع المبارتين 1–1، ليتم الاحتكام لركلات الجزاء الترجيحية، والتي ابتسمت للفرنسيين 4–1. في ربع النهائي، لعبوا مع أستون فيلا، الذي تقدم في النتيجة، قبل أن يعود أصحاب الأرض ويسجلوا ثلاثة أهداف. في برمنغهام على أرضية ملعب فيلا بارك، تقدم الضيوف بثنائية من توقيع أشرف حكيمي ونونو مينديش، قبل أن يعود الفيلانس بثلاثة أهداف من يوري تيليمانس، وجون ماكجين، وإزري كونسا، والتي لم تكن كافية للعبور (5–4 في مجموع المبارتين لباريس سان جيرمان). شهد نصف النهائي مواجهة معادة عن مرحلة الدوري، بين الحُمر والزُرق وأرسنال الذي أقصى حامل اللقب ريال مدريد من ربع النهائي بنتيجة 5–1 في مجموع المبارتين. نجح الفريق الفرنسي في العودة من ملعب الإمارات منتصرًا، بفضل هدف عثمان ديمبيلي، ليحسم عبوره إلى النهائي في مباراة الإياب التي فاز بها 2–1 بهدفي فابيان رويز وأشرف حكيمي.

### إنتر ميلان
ملاحظة: في جميع النتائج أدناه، تظهر نتيجة المتأهل للمباراة النهائية أولاً (د: داخل الديار؛ خ: خارج الديار).
| م  | الفريق            | لعب | نقاط |
| -- | ----------------- | --- | ---- |
| 13 | ميلان             | 8   | 15   |
| 14 | بي إس في آيندهوفن | 8   | 14   |
| 15 | باريس سان جيرمان  | 8   | 13   |
| 16 | بنفيكا            | 8   | 13   |
| 17 | موناكو            | 8   | 13   |

| م | الفريق        | لعب | نقاط |
| - | ------------- | --- | ---- |
| 2 | برشلونة       | 8   | 19   |
| 3 | أرسنال        | 8   | 19   |
| 4 | إنتر ميلان    | 8   | 19   |
| 5 | أتلتيكو مدريد | 8   | 18   |
| 6 | باير ليفركوزن | 8   | 16   |

## المكان

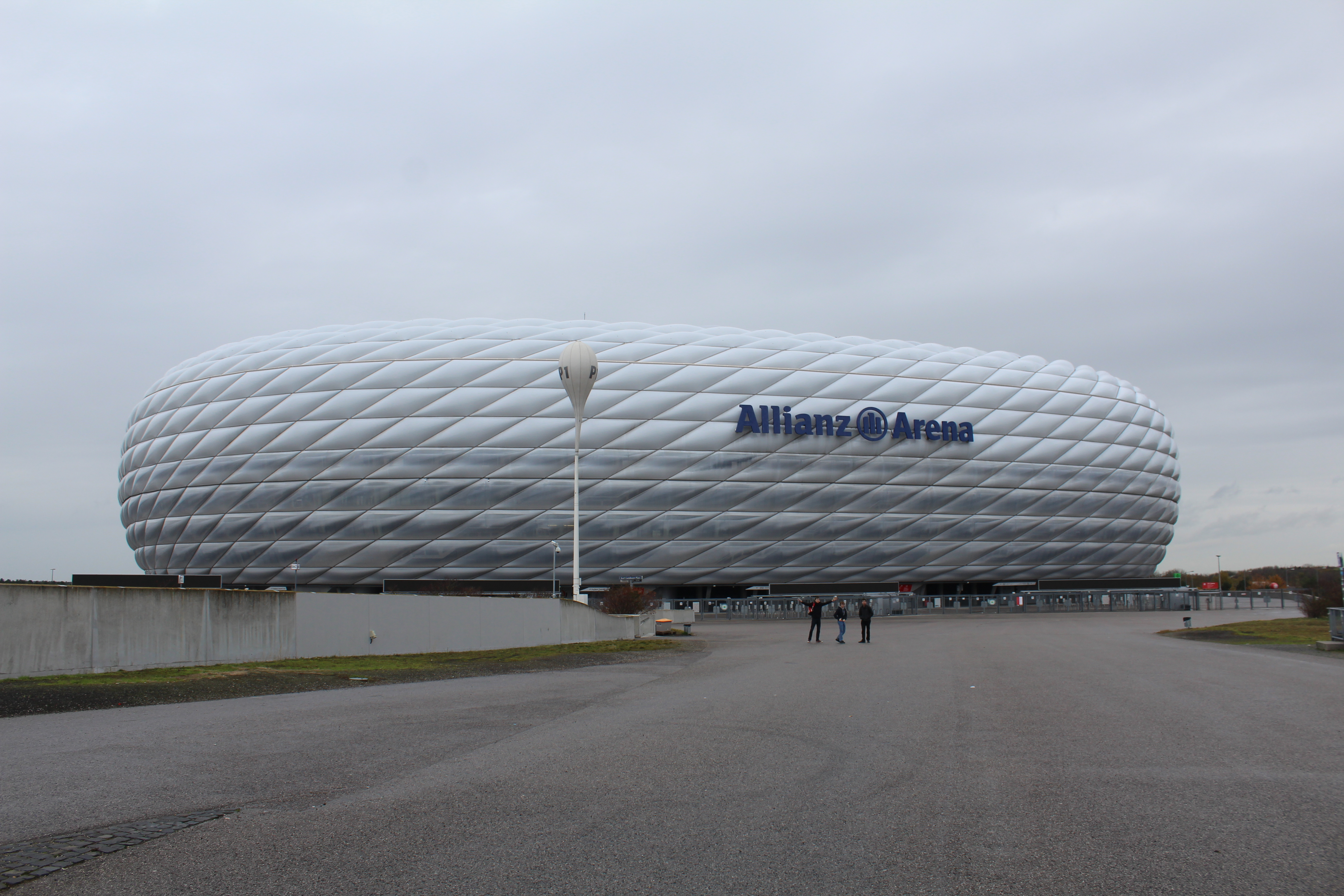
ملعب أليانز أرينا الذي احتضن النهائي

ستكون هذه هي المباراة النهائية الثانية لدوري أبطال أوروبا التي يستضيفها ملعب أليانز أرينا؛ حيث أُقيم النهائي الأول في عام 2012. بشكل عام، ستكون المباراة النهائية الخامسة لكأس أوروبا التي تقام في ميونخ، حيث أُقيمت نهائيات 1979 و1993 و1997 في الملعب الأولمبي. وستكون المباراة النهائية هي التاسعة التي تقام في ألمانيا، بعد أن أقيمت أيضًا في شتوتغارت في عامي 1959 و1988، وغلزنكيرشن في عام 2004، وبرلين في عام 2015، مما يعادل الرقم القياسي في نهائيات كأس أوروبا التسع التي أقيمت في إيطاليا وإسبانيا. استضاف ملعب أليانز أرينا سابقًا مباريات في نهائيات كأس العالم 2006، وتم اختياره كمكان مضيف لبطولة بطولة أمم أوروبا 2020 وبطولة أمم أوروبا 2024.

### اختيار المستضيف
في 16 يوليو 2021، أعلنت اللجنة التنفيذية للاتحاد الأوروبي لكرة القدم أن ملعب أتاتورك الأولمبي في إسطنبول سيستضيف نهائي دوري أبطال أوروبا 2023 بدلاً من ميونخ. كان هذا بسبب أن إسطنبول كان لديها الحق قي إقامة نهائي دوري أبطال أوروبا مرتين ولكن نقل بسبب جائحة فيروس كورونا. في الأصل تم التخطيط لاستضافة نهائي 2020، وتم نقل المباراة إلى لشبونة وتم تأجيل عام لكل مستضيف، مع منح إسطنبول نهائي 2021 بدلاً من ذلك. ومع ذلك، قبل أسابيع من المباراة النهائية، تم نقل مباراة 2021 إلى بورتو بسبب قيود السفر.
تم اختيار ميونخ في الأصل لاستضافة نهائي 2022 من قبل اللجنة التنفيذية للاتحاد الأوروبي لكرة القدم خلال اجتماعهم في ليوبليانا، سلوفينيا في 24 سبتمبر 2019، وتم التخطيط لاحقًا لاستضافة نهائي 2023 بعد تغيير المسضيف النهائي. ومع ذلك، تم منح المدينة نهائي 2025 بدلاً من ذلك بعد أن اصطدمت بإسطنبول في عام 2023. في 20 مايو 2025، أعلنت وزيرة الرياضة الإسبانية بيلار أليخريا أن إسبانيا ستستضيف نهائي دوري أبطال أوروبا لكرة القدم لعام 2027.

## المباراة

### التفاصيل
تم تحديد الفريق "المضيف" (لأغراض إدارية) من خلال قرعة إضافية جرت بعد قرعة ربع النهائي ونصف النهائي.
| باريس سان جيرمان                                           | 5–0   | إنتر ميلان |
| ---------------------------------------------------------- | ----- | ---------- |
| - حكيمي 12' - دوي 20'، 63' - كفاراتسخيليا 73' - مايولو 86' | تقرير |            |

| باريس سان جيرمان | إنتر ميلان |

| GK             | 1  | جيانلويجي دوناروما  |     |     |
| RB             | 2  | أشرف حكيمي          | 90' |     |
| CB             | 5  | ماركينيوس           |     |     |
| CB             | 51 | ويليام باتشو        |     |     |
| LB             | 25 | نونو مينديز         |     | 78' |
| CM             | 87 | جواو نيفيز          |     | 84' |
| CM             | 17 | فيتينها             |     |     |
| CM             | 8  | فابيان رويز         |     | 84' |
| RF             | 14 | ديزيري دوي          | 65' | 66' |
| CF             | 10 | عثمان ديمبيلي       |     |     |
| LF             | 7  | خفيتشا كفاراتسخيليا |     | 84' |
| قائمة البدلاء: |    |                     |     |     |
| GK             | 39 | ماتفي سافونوف       |     |     |
| GK             | 80 | أرناو تيناس         |     |     |
| DF             | 3  | بريسنيل كيمبيمبي    |     |     |
| DF             | 21 | لوكاس هيرنانديز     |     | 78' |
| DF             | 35 | لوكاس بيرالدو       |     |     |
| MF             | 19 | لي كانغ إن          |     |     |
| MF             | 24 | سيني مايولو         |     | 84' |
| MF             | 33 | وارن زائير إيمري    |     | 84' |
| FW             | 9  | غونسالو راموس       |     | 84' |
| FW             | 29 | برادلي باركولا      |     | 66' |
| FW             | 49 | إبراهيم مباي        |     |     |
| المدرب:        |    |                     |     |     |
| لويس إنريكي    |    |                     |     |     |

| GK             | 1             | يان سومر           |     |         |
| CB             | 28            | بنيامين بافارد     |     | 53'     |
| CB             | 15            | فرانشيسكو أتشيربي  | 71' |         |
| CB             | 95            | أليساندرو باستوني  |     |         |
| RM             | 2             | دينزل دومفريز      |     |         |
| CM             | 23            | نيكولو باريلا      |     |         |
| CM             | 20            | هاكان تشالهانوغلو  |     | 70'     |
| CM             | 22            | هنريك مخيتاريان    |     | 62'     |
| LM             | 32            | فيديريكو ديماركو   |     | 53'     |
| CF             | 9             | ماركوس تورام       | 69' |         |
| CF             | 10            | لاوتارو مارتينيز   |     |         |
| قائمة البدلاء: |               |                    |     |         |
| GK             | 12            | رافائيلي دي جينارو |     |         |
| GK             | 13            | جوسيب مارتينيز     |     |         |
| DF             | 6             | ستيفان دي فري      |     |         |
| DF             | 30            | كارلوس أوغوستو     |     | 62'     |
| DF             | 31            | يان أوريل بيسيك    |     | 53' 62' |
| DF             | 36            | ماتيو دارميان      |     | 62'     |
| MF             | 7             | بيوتر زيلينسكي     |     |         |
| MF             | 16            | دافيد فراتيسي      |     |         |
| MF             | 21            | كريستيان أسلاني    |     | 70'     |
| MF             | 59            | نيكولا زاليفسكي    | 56' | 53'     |
| FW             | 8             | ماركو أرناوتوفيتش  |     |         |
| FW             | 99            | مهدي طارمي         |     |         |
| المدرب:        |               |                    |     |         |
| سيموني إنزاغي  | سيموني إنزاغي | سيموني إنزاغي      | 58' |         |

| رجل المباراة: ديزيري دوي (باريس سان جيرمان) الحكام المساعدون: ميهاي ماريكا (رومانيا) فيرينكز تونيوجي (رومانيا) الحكم الرابع: جواو بينهيرو (البرتغال) حكم مساعد احتياطي: برونو جيسوس (البرتغال) حكم الفيديو المساعد: دينس هيغلر (هولندا) مساعد حكم الفيديو المساعد: كاتالين بوبا (رومانيا) داعم حكم الفيديو المساعد: بول فان بويكيل (هولندا) | قواعد المباراة - مدة المباراة 90 دقيقة مقسمة إلى شوطين مدة كل شوط 45 دقيقة. - تلعب أشواط إضافية من 30 دقيقة مقسومة إلى شوطين مدة كل شوط 15 دقيقة. - تطبق قاعدة ركلات الجزاء الترجيحية في حال استمرار التعادل في الأشواط الإضافية. - تواجد اثنى عشر لاعب في قائمة البدلاء، يمكن إجراء خمسة تبديلات بحد أقصى، مع السماح بتبديل سادس في الوقت الإضافي. |

### الإحصائيات
| الإحصائيات           | باريس سان جيرمان | إنتر ميلان |
| -------------------- | ---------------- | ---------- |
| الأهداف المسجلة      | 2                | 0          |
| مجموع التسديدات      | 13               | 2          |
| التسديدات على المرمى | 5                | 0          |
| التصديات             | 0                | 3          |
| الاستحواذ على الكرة  | 61%              | 39%        |
| الركنيات             | 3                | 2          |
| الأخطاء المرتكبة     | 5                | 1          |
| التسللات             | 0                | 1          |
| البطاقات الصفراء     | 0                | 0          |
| البطاقات الحمراء     | 0                | 0          |

| الإحصائيات           | باريس سان جيرمان | إنتر ميلان |
| -------------------- | ---------------- | ---------- |
| الأهداف المسجلة      | 3                | 0          |
| مجموع التسديدات      | 10               | 6          |
| التسديدات على المرمى | 3                | 2          |
| التصديات             | 2                | 0          |
| الاستحواذ على الكرة  | 57%              | 43%        |
| الركنيات             | 1                | 4          |
| الأخطاء المرتكبة     | 8                | 6          |
| التسللات             | 0                | 4          |
| البطاقات الصفراء     | 2                | 4          |
| البطاقات الحمراء     | 0                | 0          |

| الإحصائيات           | باريس سان جيرمان | إنتر ميلان |
| -------------------- | ---------------- | ---------- |
| الأهداف المسجلة      | 5                | 0          |
| مجموع التسديدات      | 23               | 8          |
| التسديدات على المرمى | 8                | 2          |
| التصديات             | 2                | 3          |
| الاستحواذ على الكرة  | 59%              | 41%        |
| الركنيات             | 4                | 6          |
| الأخطاء المرتكبة     | 13               | 7          |
| التسللات             | 0                | 5          |
| البطاقات الصفراء     | 2                | 4          |
| البطاقات الحمراء     | 0                | 0          |

## ما بعد المباراة

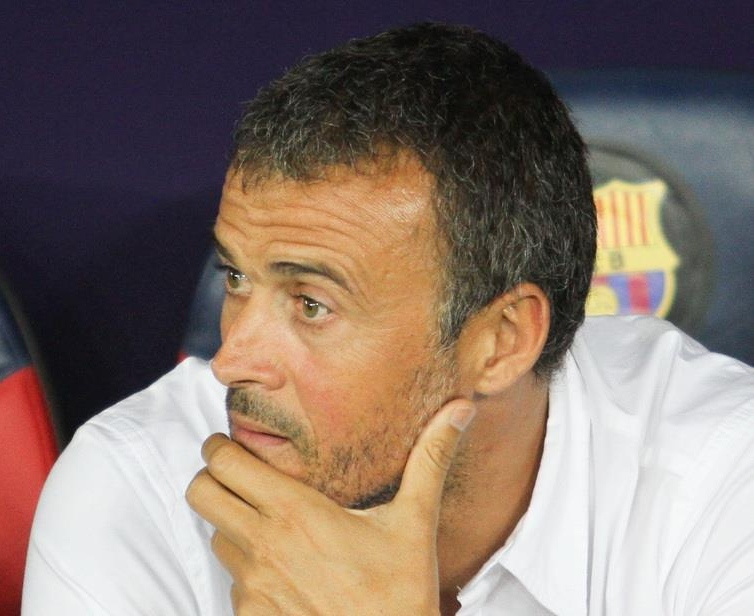
حقق لويس إنريكي، مدرب باريس سان جيرمان، لقبه الثاني في دوري أبطال أوروبا، بالإضافة إلى الثلاثية القارية كمدرب.

بفوزهم، توج باريس سان جيرمان بأول لقب في دوري أبطال أوروبا في تاريخه، ليصبح الفريق الرابع والعشرين الذي يحقق اللقب. كما كانت هذه المرة الثانية التي يفوز فيها نادٍ فرنسي بالنهائي، بعد أولمبيك مارسيليا في عام 1993. وأكمل باريس سان جيرمان أيضًا الحادية عشرة من الثلاثيات القارية في تاريخ كرة القدم الأوروبية، ليصبح الفريق التاسع الذي يحقق ذلك، وأول نادٍ فرنسي.
وكان هذا اللقب هو الرابع لباريس سان جيرمان هذا الموسم، بعد فوزه بكأس الأبطال الفرنسي. وحقق لويس إنريكي لقبه الثاني في دوري أبطال أوروبا كمدرب، بعد فوزه الأول مع برشلونة عام 2015، في موسم حقق فيه أيضًا الثلاثية. وبذلك أصبح إنريكي المدرب الحادي والعشرين الذي يفوز بالنهائي أكثر من مرة، والسابع الذي يحققها مع أكثر من نادٍ. كما أصبح ثاني مدرب يحقق ثلاثيتين في مسيرته بعد الإسباني بيب غوارديولا، الذي فاز هو الآخر بثلاثيته الأولى مع برشلونة.
وقد سجل باريس سان جيرمان خمسة أهداف دون رد، وهو أكبر فارق في نتيجة نهائي من بين جميع البطولات الأوروبية الكبرى للأندية للرجال؛ وفي نهائي دوري أبطال أوروبا تحديداً، تجاوز هذا الفارق الأربع أهداف التي سُجلت في نهائيات أعوام 1960 و1974 (الإعادة) و1989 و1994. كما عادل الرقم القياسي لأكثر الفرق تسجيلاً للأهداف في النهائي (5 أهداف)، بالتساوي مع بنفيكا في عام 1962، خلف ريال مدريد فقط الذي سجل 7 أهداف في نهائي 1960. وأصبح سيني مايولو ثاني أصغر لاعب يسجل في نهائي دوري الأبطال، بعد باتريك كلويفرت في عام 1995، بينما أصبح ديزيري دوي رابع أصغر مسجل. وقد حصل دووي على جائزة رجل المباراة بفضل تسجيله هدفين، وتم اختياره لاحقًا كأفضل لاعب شاب في دوري أبطال أوروبا لهذا الموسم. وبفوز باريس سان جيرمان، أصبحت هذه المرة الأولى منذ فوز بورتو البرتغالي في موسم 2003–04 التي يفوز فيها فريق من خارج الدوريات الأربع الكبرى (إنجلترا، إسبانيا، إيطاليا، ألمانيا) بالبطولة.
أما خسارة إنتر ميلان، فكانت الرابعة له في نهائي دوري الأبطال (بعد أعوام 1967، 1972، و2023)، والثانية في ثلاثة مواسم. وبعد أن أنهى الموسم في المركز الثاني في الدوري الإيطالي وكأس السوبر الإيطالي، وخرج من نصف نهائي كأس إيطاليا، أنهى إنتر الموسم دون أي بطولة لأول مرة منذ موسم 2019–2020، حين خسر أيضًا نهائي بطولة أوروبية. وقد وصف المدرب سيموني إنزاغي الخسارة بأنها "مؤلمة" و"محبطة"، لكنه أكد أن الفريق سيعود كما فعل في 2023. ومع ذلك، كانت هذه المباراة الأخيرة لإنزاغي مع إنتر، حيث غادر النادي بالتراضي بعد ثلاثة أيام.
وبفوزهم، تأهل باريس سان جيرمان لعدة بطولات أخرى. سيواجه توتنهام هوتسبير الإنجليزي، بطل الدوري الأوروبي 2024–25، في كأس السوبر الأوروبي 2025. كما تأهل إلى المباراة النهائية لكأس القارات للأندية 2025 التي ينظمها الفيفا، حيث سيتنافس مع بطل قاري آخر على لقب بطل أندية العالم. وأخيرًا، تأهل باريس سان جيرمان إلى كأس العالم للأندية 2029 التي تنظمها الفيفا كل أربع سنوات.

## اُنظر أيضًا
- نهائي الدوري الأوروبي 2025
- نهائي دوري المؤتمر الأوروبي 2025
- كأس السوبر الأوروبي 2025

## وصلات خارجية
- دوري أبطال أوروبا (الموقع الرسمي)

1. ↑  يُمنح كل فريق ثلاث فرص لإجراء التبديلات، مع فرصة رابعة في الوقت الإضافي. وتستثنى من ذلك التبديلات التي تجرى ما بين الشوطين وقبل بدء الأشواط الإضافية وما بين الشوطين الإضافيين.